# 爾撒
尔撒（阿拉伯语：‎，羅馬化：ʿĪsā），在伊斯兰教中被认为是真主的使者，穆斯林相信爾撒即是基督宗教中的耶稣；他是真主派遣至猶太人之先知，為世人帶來一部新的经典——《引支勒》（對應基督教的《福音書》或整部《新約聖經》）。
尔撒由处女麦尔彦（即基督宗教中的玛利亚）生出，这是真主所行的神蹟。真主帮助尔撒執行使命，故给了他行奇迹的能力，这些都是真主所赐予的。穆斯林认为：尔撒既没有被處死，更没有钉在十字架上，而是直接被升上了天堂。这使得尔撒成为唯一的一个由处女生出的先知，并且是唯有的三个「白日飛昇」（未死亡，肉身得道，即以肉身軀殼直接飛上天國）的先知之一，其他兩位是以诺（伊德里斯）和以利亚（易勒雅斯）。
伊斯兰教中的尔撒與基督宗教中的耶穌對應，但穆斯林普遍不認為爾撒是神的化身或圣子，也不信奉被基督徒奉為信條的三位一體。穆斯林認為，爾撒就像其他阿拉使者一样，是一个普通的人，因為神的指定而成為使者，以神圣的形式传播天啟。這種說法頗類似於早期學者提倡的「嗣子說」。穆斯林不認為尔撒是神，因伊斯蘭教是嚴格的一位神論，《古蘭經》禁止人类为真主“创造同伴”，强调真主的神圣獨一性。
與所有的伊斯兰教先知一样，尔撒被认为是一个有智慧、秉行正義的穆斯林，他教诲人们通过正道来履行真主所指示的神諭。在《古兰经》中，尔撒有很多尊称，包括麦西哈（即弥赛亚、基督），尽管它与基督宗教中的概念有所不同。尔撒在伊斯兰教中作为四大先知之一而備受尊敬，《圣训》记载：尔撒将于世界末日回到人間，以恢复世間的正義，并打倒偽先知。许多穆斯林也相信尔撒预言了穆罕默德的到来，同時認為穆罕默德是繼尔撒之後把中斷了六百多年的伊斯蘭道統的復興者和最後使者。

## 生平

### 出生

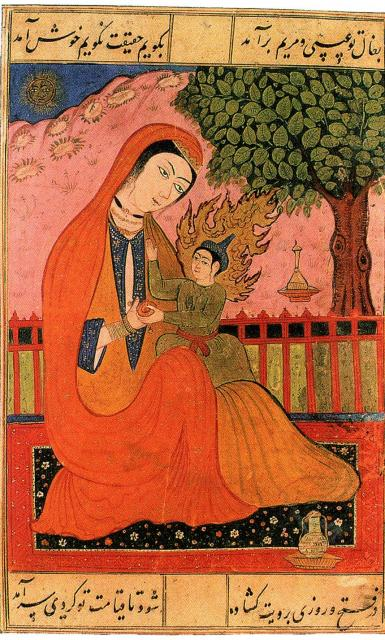
麦尔彦與小尔撒，什葉派版畫，(伊朗)。

穆斯林相信尔撒由童貞女麦尔彦生出，在《古兰经》的几个段落中都有一致的说明。根据《古兰经》叙述：麥爾彥在一所清真寺（猶太會堂）中过着生活，一次一个天使吉卜利勒（加百列）奉真主之命，造访了她，并让她怀孕。
在分娩了尔撒之后，麦尔彦忍住了分娩的阵痛，在棕榈树下歇了下来。然后摇篮中的尔撒向她喊话，指示她动摇树以取得果实，并安抚麦尔彦的惊讶。然后，她将这个新生儿给家人们看，在窃窃私语中，尔撒向人们宣告：“喏，我是真主的仆人，真主给了我这本书，并让我成为一个先知。他给我祝福，无论我在哪，他都叫我祷告、施舍并珍爱我的母亲，只要我还活着。

### 使命

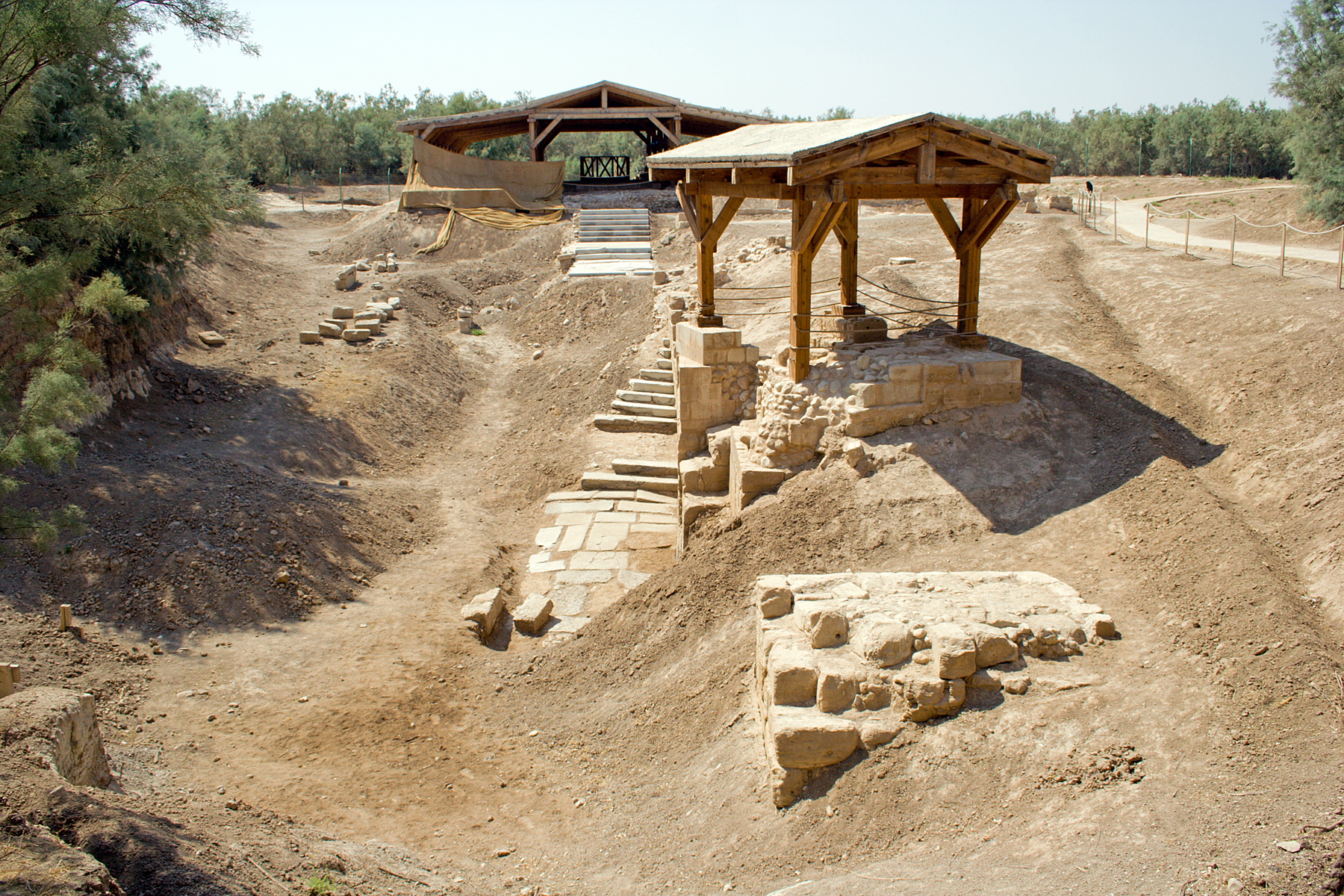
约旦河，叶哈雅为人施洗的地方，尔撒在这与他相见。

穆斯林相信，尔撒是受真主派遣来向猶太人宣讲一神论及对真主的服从的；真主赐予尔撒一部新的经典——《引支勒》，同时还宣布之前《讨拉特》（妥拉）和《宰逋尔》（诗篇）的准确性。但部分穆斯林认为，圣经的手抄稿（即《讨拉特》和《引支勒》）已随着时间推移而被曲解。

### 先知尔撒的言行

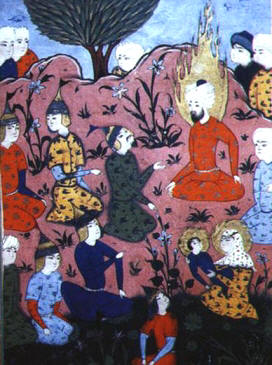
登山宝训

依《可兰经》的记载，尔撒被真主赐予了能够治疗盲人和麻风病的能力，并且能使死人复活。在《圣训》和其他伊斯兰文献中，有更多关于尔撒的记载。

### 升天

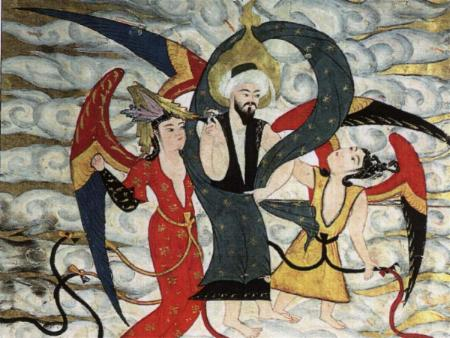
尔撒升天

伊斯兰教义断然否认尔撒在十字架上死去。穆斯林指出：犹太人试图杀死尔撒，但他们并未达成目的。他们捉到的其实是个替身。尔撒则以肉身活着升了天。穆斯林认为替身是古利奈人西门或是叛徒犹大，但这些在《古兰经》和《圣训》中都没有任何根据。
《古兰经》记载：又因为他们说：“我们确已杀死麦尔彦之子麦西哈尔撒，真主的使者。”他们没有杀死他，也没有把他钉死在十字架上，但他们不明白这件事的真相。为尔撒而争论的人，对于他的被杀害，确是在迷惑之中。他们对于这件事，毫无认识，不过根据猜想罢了。他们没能确实地杀死他。
不然，真主已把他擢升到自己那里。真主是万能的，是至睿的。（4：157、158）
显然，《古兰经》仅否定尔撒被钉死在十字架上，而没有否定尔撒被钉在十字架上。因此“替身说”不一定成立。也许尔撒真的被钉在十字架，只是没被钉死。而且，尽管这节经文指出尔撒升天了，但这不意味着尔撒是未死升天的。因为《古兰经》又说：
当时，真主对尔撒说：“我必定要使你寿终，要把你擢升到我那里，要为你涤清不信道者的诬蔑，要使信仰你的人，在不信仰你的人之上，直到复活日。然后你们只归于我，我要为你们判决你们所争论的是非。（3：55）这节经文似乎指出，尔撒是寿终而升天的，而非未死升天。
少数派如伊斯玛仪派或理性派倾向于认为：尔撒的肉体被钉在十字架上，而他的灵魂已升上天堂。然而，这种解释遭到普遍反对，并根据“伊斯兰教百科全书”，伊斯兰学者们一致地否认十字架論。现代评论家如哈耶克先生研究了阿亚后解释说：似乎是他们（指犹太人）钉死于十字架。

### 尔撒再临
尔撒将于近世界末日的时候再次来到这个世界。一个《古兰经》中的阿亚提到尔撒的未来来到的情况如下：
|  | 他确是复活时的预兆，你切莫怀疑他，你应当顺从我，这是正路。——《古兰经43:61》 |

根据伊斯兰传统，尔撒会再次降临人世，以穆斯林身份和另一位穆斯林領袖马赫迪並肩作戰，他是伊斯兰末世论中的人物，与丹假爾（敵基督）及其追随者在約旦河決战。穆斯林相信，尔撒以作为一个順服真主的穆斯林身份再來時，會将十字架打破並澄清本人僅是真主的一名使者，不是上帝之子等。尔撒将杀死丹假爾后，短暫和平再臨，最後，世上不再有任何一個人對爾撒還保持崇拜。這時，審判日到來了。
马赫迪逝世后，尔撒将承担作为领导者。这是一个与时间相关的关于世界和平和正义的伊斯兰教預言。伊斯兰文献还提到：歌革和玛各（阿拉伯语音譯：雅朱者和馬朱者）出现，古代部落将分散并造成地球的破坏。然后，尔撒将在统治世界约四十年后，安詳地去世。穆斯林将为他执行出殯，然后埋葬在麦地那，即穆罕默德、阿布·伯克尔和欧麦尔的坟墓旁。

## 伊斯兰教观点

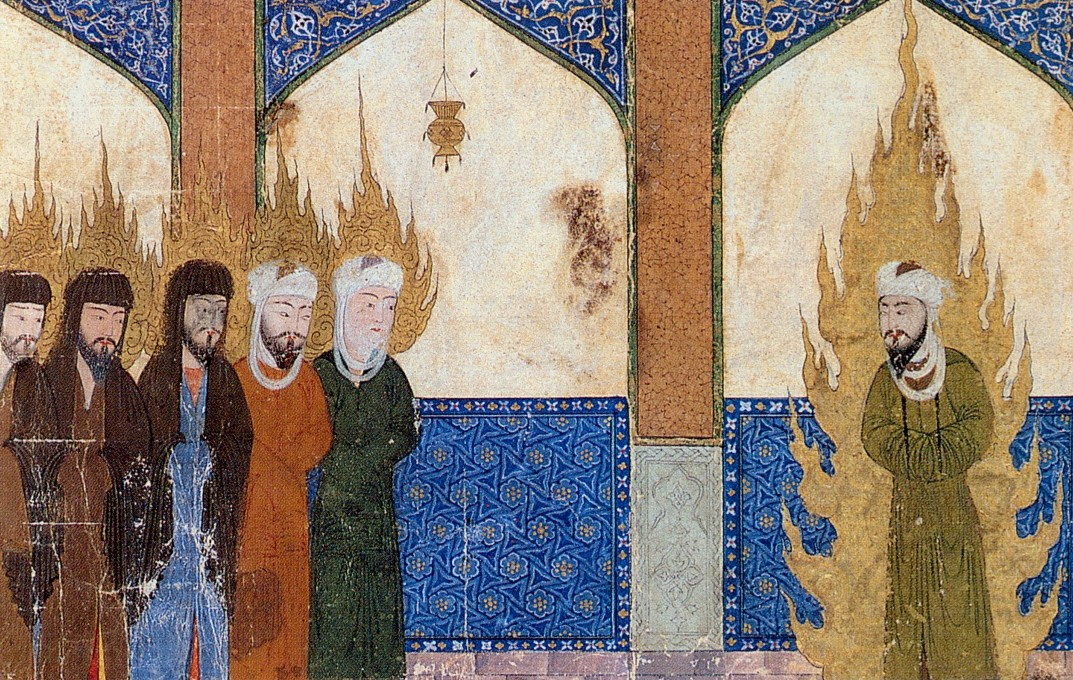
穆罕默德用阿拉伯文向易卜拉欣、穆撒和爾撒等先知講道。

尔撒在《古兰经》中有众多的用法。最常用的身份是以“Ibn Maryam”（麦尔彦之子），有时前面有另一个头衔。尔撒也是公认的先知和真主的信使。诸如wadjih、穆巴拉克和阿卜杜拉等一系列名称都在《古兰经》中用以称呼尔撒。
经常提到的另一个头衔是“麦西哈”，这和基督教概念的救世主不同，因为伊斯兰教认为所有的先知，包括尔撒，是“终有一死的”，而且没有与真主分享神性的资格。穆斯林评注家解释《古兰经》中“麦西哈”一词的用法为：尔撒作为一个受膏者的身份，或作为一个治愈疾病的人，以膏治疗失明的人等等。《古兰经》经文还采用kalimatullah一词作为对尔撒的描述：这被解释为“尔撒因真主的话语而被造”，或被解释为“真主的信使”。
耶穌（尔撒）作为真主正义的信使，并否定他作为上帝（真主）或圣子。“圣子”这一信念，无异于“以物配主”，是拒绝真主独一性的表现。
基督教三位一体的教义在伊斯兰教中遭到否定。为尔撒赋予神性的做法，被解释为人类对真主的启示的曲解和对真主尊嚴的冒犯。伊斯兰教将尔撒看作为一个普通的人：他教诲与拯救人们顺从真主的旨意和崇拜真主。因此，尔撒在伊斯兰教中被认为是一个穆斯林，与所有伊斯兰教先知一样。

### 穆罕默德的先驱者
穆斯林认为，尔撒为穆罕默德先驱者，他预示了后者的到来。穆斯林认为这有着古兰经经文基础：尔撒曾说过在他之后会有一名信使来到，他的名字叫艾哈迈德（Ahmad）。伊斯兰教将艾哈迈德与穆罕默德联系在一起：因为两个词（Ahmad与Muhammad）有着相同的词根“h-m-d”，为“值得赞扬的”的意思。穆斯林还证实，有证据显示尔撒的声称存在于《引支勒》中曾预言了“保惠师”将会来到。穆斯林评论家声称，该词原始的希腊词是periklutos，为“著名的”、“杰出的”和“值得称道的”的意思，就是阿拉伯语“艾哈迈德”的意思；并称基督徒将其误解为“圣灵”（parakletos）。

### 苏菲派观点
尔撒在穆斯林苦行和神秘主义（苏菲派）文学作品中常被使用，如穆斯林神秘学家Al-Ghazzali的作品——《宗教科学的复兴》（Ihya `ulum ad-Din）。这些作品注重描述尔撒的贫穷、对崇拜的执着、脱离世俗的生活和他所行的神蹟。这样的描写也包括他的佈道。后来苏菲派评论他们也从基督教福音书采样对于尔撒苦行的描写。苏菲哲学家伊本·阿拉比（Ibn Arabi）描述尔撒为“普世圣洁的印证”，因他高贵的信仰。